# West Elkton
West Elkton é uma vila localizada no estado norte-americano de Ohio, no Condado de Preble.

## Demografia
Segundo o censo norte-americano de 2000, a sua população era de 194 habitantes.
Em 2006, foi estimada uma população de 179, um decréscimo de 15 (-7.7%).

## Geografia
De acordo com o United States Census Bureau tem uma área de
1,3 km², dos quais 1,3 km² cobertos por terra e 0,0 km² cobertos por água. West Elkton localiza-se a aproximadamente 314 m acima do nível do mar.

## Localidades na vizinhança
O diagrama seguinte representa as localidades num raio de 12 km ao redor de West Elkton.